# Hisashi Kurosaki
Hisashi Kurosaki (n. 8 mai 1968) este un fost fotbalist japonez.

## Statistici
| Japonia | Japonia | Japonia |
| An      | Meciuri | Goluri  |
| ------- | ------- | ------- |
| 1989    | 7       | 1       |
| 1990    | 2       | 0       |
| 1991    | 0       | 0       |
| 1992    | 0       | 0       |
| 1993    | 1       | 0       |
| 1994    | 1       | 0       |
| 1995    | 10      | 3       |
| 1996    | 2       | 0       |
| 1997    | 1       | 0       |
| Total   | 24      | 4       |